# Joseph McCluskey
Joseph McCluskey (né le 2 juin 1911 à South Manchester et décédé le 31 août 2002 à Madison) est un athlète américain spécialiste du 3 000 mètres steeple. Il devient membre du Temple de la renommée de l'athlétisme des États-Unis en 1996 ; lors de sa carrière, il gagnera 27 titres de champion des États-Unis. Affilié au New York Athletic Club, il mesurait 1,83 m pour 71 kg.

## Biographie

### Palmarès
| Date | Compétition           | Lieu        | Résultat | Performance   |
| ---- | --------------------- | ----------- | -------- | ------------- |
| 1932 | Jeux olympiques d'été | Los Angeles | 3e       | 10 min 46 s 2 |

### Records
| Épreuve              | Performance  | Lieu | Date |
| -------------------- | ------------ | ---- | ---- |
| 3 000 mètres steeple | 9 min 13 s 9 |      | 1936 |